# Johann Wilhelm Wedding
Johann Wilhelm Wedding (* 2. August 1798 in Stahlhammer, Oberschlesien; † 6. Februar 1872 in Berlin) war ein deutscher Architekt, Ingenieur und Hochschullehrer.

## Leben
Johann Wilhelm Wedding war der Sohn des Hüttenbau-Inspektors in Stahlhammer, der später Königlicher Oberbergrat und Hüttenbau-Direktor von Schlesien war. Nach Schulbesuch in Gleiwitz und des Elisabeth-Gymnasiums in Breslau leistete er freiwilligen Militärdienst während der Freiheitskriege. Danach machte er seinen Schulabschluss und studierte zunächst Mathematik und Jura in Breslau, ging dann aber nach Berlin auf die Bauakademie und legte noch während des Studiums 1818 das Feldmesserexamen ab. Anschließend ging er nach Schlesien zurück, um sich unter der Leitung seines Vaters auf das Baukondukteurs-Examen vorzubereiten. 1823 legte er vor der Oberbaudeputation in Berlin sein Examen ab. 1824 wurde er Referendar bei der Regierung in Breslau.
Noch im selben Jahr wurde er vom preußischen Minister Heinrich von Bülow nach Berlin zur Ministerialbaukommission am Ministerium der öffentlichen Arbeiten berufen, wo er zum Bau- und Maschinenwesen überging. Dort lernte er Beuth kennen und trat im Januar 1825 in den Verein zur Beförderung des Gewerbefleißes ein. Zwischen 1824 und 1827 wurde er für eine zweijährige Dienstreise nach Holland, England und Frankreich beurlaubt. In London traf er mit Beuth und Schinkel zusammen, in Paris mit Louis Sachse und dem Maler August Remy. Vom 1. April 1828 bis 1. Oktober 1846 lehrte er als Nachfolger von Severin am Gewerbeinstitut (ab 1866 Gewerbeakademie) zu Berlin die Fächer Maschinenlehre und Entwerfen von Maschinen. Bis zum 1. April 1857 war er gleichzeitig Bibliothekar und Konservator der Sammlungen. Von 1828 bis zum Lebensende war er Mitglied der Technischen Deputation. 1829 wurde er zum Fabrikenkommissionsrat ernannt. Von 1831 bis 1837 war er auch Dozent an der Bauakademie zu Berlin in den Lehrgebieten Maschinendetails und Zeichnen, Konstruktion von Maschinen und deren Kostenberechnung. Nach dem Ausscheiden aus dem Lehrbetrieb wurde ihm 1846 die technische Assistenz bei der königlichen Postverwaltung übertragen. 1850 wurde er zum Mitglied der neu gegründeten Technischen Baudeputation berufen. Von 1853 bis 1854 errichtete er die Staatsdruckerei, der er bis zum Tod als Direktor vorstand. 1851 war er zum Geheimen Regierungsrat, 1857 zum Rat III. Klasse und 1866 zum Geheimen Oberregierungsrat befördert worden.

## Familie
Wedding war verheiratet mit der Tochter des Stadtverordneten-Ältesten und Portraitmalers Schmeidler aus Breslau. Das Ehepaar hatte sechs Kinder, von denen zwei sehr jung starben.

## Ehrungen
- 1837: Verleihung des Roten Adlerordens IV. Klasse
- 1850: Verleihung des Roten Adlerordens III. Klasse
- 1855: Verleihung der Medaille für Verdienste um die Gewerbe
- 1857: Goldene Denkmünze des Vereins zur Förderung des Gewerbefleißes
- 1870: Verleihung des Roten Adlerordens II. Klasse mit Eichenlaub